# Masukagami
El Masukagami (増鏡, "El Espejo Claro") es un cuento histórico japonés escrito a principios del período Muromachi que se cree que está entre el 1368 y el 1376. El autor no se conoce, pero se cree que es Nijō Yoshimoto. Es el último de los cuatro trabajos de la serie espejo y sigue los eventos más recientes.
El Masukagami tiene un total de veinte volúmenes y sigue los eventos del 1183 al 1333 de acuerdo con la forma en que se escribieron los cuentos históricos clásicos chinos. Comienza con el acceso del Emperador Go-Toba y termina con el castigo del Emperador Go-Daigo de ser deportado a una isla de la Provincia de Oki. La historia se cuenta a través de una ficticia monja budista de Seiryō-ji.